# Cratere Grigg
Grigg è un cratere lunare di 36,72 km situato nella parte nord-orientale della faccia nascosta della Luna, ai confini dell'enorme cratere Hertzsprung, a sudovest del cratere Fersman e a sudest del cratere Poynting..
Il bordo del cratere è in genere circolare, con due piccoli crateri da impatto sul bordo orientale e nella parte nordoccidentale della superficie interna.
Il cratere è dedicato all'astronomo neozelandese John Grigg.

## Crateri correlati
Alcuni crateri minori situati in prossimità di Grigg sono convenzionalmente identificati, sulle mappe lunari, attraverso una lettera associata al nome.
| Grigg | Coordinate             | Diametro (in km) |
| ----- | ---------------------- | ---------------- |
| E     | 13°30′36″N 125°40′48″W | 10,4             |
| P     | 10°31′12″N 131°35′24″W | 30,04            |